# Henry Cornelius
Henry Cornelius, född 18 augusti 1913 i Kapstaden, död 2 maj 1958 i London var en sydafrikansk regissör och filmproducent.

## Filmografi i urval
- 1947 – Joe och gänget – producent
- 1947 – Drama i East End – manusförfattare
- 1949 – Biljett till Burgund – regissör
- 1951 – Galopperande majoren – regissör
- 1953 – På vift med Genevieve – regissör, producent
- 1955 – Jag är en kamera – regissör
- 1958 – Det spökar på Elisabeth – regissör